# What It Feels Like for a Girl
What It Feels Like for a Girl este al treilea și ultimul single al Madonnei de pe albumul Music, lansat pe 5 martie 2001. Melodia a fost lansat pe DVD și VHS, conținând controversatul videoclip, regizat de Guy Ritchie. Acesta, datoritǎ scenelor de violențǎ, a fost interzis pe MTV pânǎ la ora 9 seara. A devenit cel mai bine vândut single pe DVD ale tuturor timpurilor.

## Videoclipul
Videoclipul, filmat în februarie 2001, regizat de soțul Madonnei, Guy Ritchie, a fost înregistrat pentru remixul piesei „What It Feels Like for a Girl” de pe albumul Above & Beyond Video Mix. Din cauza scenelor brutale de violență pe care le conține, MTV și VH1 au refuzat să difuzeze videoclipul. În videoclip, Madonna, conducând cu viteză amețitoare o mașină furată, însoțită de o doamnă în vârstă, jefuiește un bancomat, îndreaptă un pistol cu apă spre ofițerii de poliție și aruncă în aer o benzinărie. În scena finală, ea izbește mașina de un stâlp. Videoclipul, considerat de mulți unul dintre cele mai bune videoclipuri ale Madonnei, a fost lansat pe VHS și DVD.